# Parawetenschap
Parawetenschappen zijn disciplines die zichzelf als wetenschap zien, maar daar niet toe worden gerekend. Het betreft doorgaans onderzoek naar bovennatuurlijke verschijnselen. Voorbeelden van parawetenschappen zijn:
- exosociologie
- parapsychologie
- ufologie

Een citaat komt in dit verband van hoogleraar dr. Hans Gerding:
"Ik hoop nog mee te maken dat parapsychologie kan worden opgeheven, omdat ze is opgenomen in de psychologie."